# Classe Akula
Pour les articles homonymes, voir Akula.
Pour la classe de SNLE du projet 941, voir Classe Typhoon.
La classe Akula, officiellement désignée en russe Подводные лодки проекта 971 «Щука-Б» (« navire sous-marin du projet 971 «Chtchouka-B» ») est une classe de sous-marins nucléaires d'attaque soviétiques puis russes. Il existe plusieurs sous-catégories (par ex. 971, 971M, 971U, 971A…). Le nom russe de la classe, Щука, prononcé Chtchouka, signifie esox ou brochet en russe. Le code OTAN est Akula, Акула signifiant requin en russe. La classe Akula est une refonte complète de la classe Alfa, déjà bien avancée pour son époque. Ces sous-marins ont été conçus en réaction aux sous-marins américains de la classe Los Angeles.

## Technologie
C'est l'un des sous-marins les plus perfectionnés de la marine russe. Au niveau des émissions sonores, il est réputé plus silencieux que les sous-marins américains de la classe Los Angeles, au moins à faible vitesse[réf. nécessaire], grâce aux technologies transférées par Toshiba et Kongsberg (scandale révélé en 1987) malgré la création du COCOM. Des fraiseuses numériques CNC-300 de Toshiba, dont les cinq axes de coupe sont gérés simultanément par des ordinateurs norvégiens de chez Kongsberg Vaapenfabrikk ont été transférées en URSS. Elles ont été la clé du silence sous l’eau, en permettant de fabriquer des hélices à pales en forme de sabre.
Les tuiles anéchoïques des sous-marins russes de la classe Akula ont une épaisseur d'environ 100 mm et permettent de réduire leur signature acoustique de 10 à 20 dB (10 % à 1 % de la puissance initiale).

## Armements
Ils peuvent emporter un large choix de 38 armes comprenant des torpilles explosives (dont la VA-111 Chkval), des torpilles à détection de sillage, des missiles mer-mer et des mines ainsi que des torpilles leurres, imitant grâce à un générateur sonique le bruit d'un sous-marin.
| Caractéristique | Rubis               | Seawolf                  | Virginia                 | Akula                                    | Iassen                         | Astute              |
| --- | ------------------- | ------------------------ | ------------------------ | ---------------------------------------- | ------------------------------ | ------------------- |
| Pays | France              | États-Unis               | États-Unis               | Russie                                   | Russie                         | Royaume-Uni         |
| Mise en service | 1976-1993           | 1997-2005                | 2004-                    | 1984-2001                                | 2013-                          | 2007 -              |
| Unités construites/à construire(a) | 6                   | 3/0                      | 19/17                    | 15/0                                     | 4/9                            | 4/3                 |
| Longueur | 73,6 m.             | 108 m.                   | 115 m.                   | 110,6 m.                                 | 119 m.                         | 97 m.               |
| Maître-bau | 8,8 m.              | 7,6 m.                   | 10 m.                    | 13,6 m.                                  | 13 m.                          | 11,3 m.             |
| Tirant d'eau | 7,3 m.              | 6,4 m.                   | ?                        | 10,4 m.                                  | ?                              | ?                   |
| Déplacement en plongée | 2 670 t.            | 9 138 t.                 | 7 900 t.                 | ~13 000 t.                               | 13 800 t.                      | 7 800 tonnes        |
| Vitesse(b) | 25 noeuds (46 km/h) | 35 noeuds (65 km/h)      | 25 noeuds (46 km/h)      | 28 noeuds (52 km/h)                      | 28 noeuds (52 km/h)            | 29 noeuds (54 km/h) |
| Profondeur(c) | 300 m.              | 490 m.                   | > 240 m.                 | 520 m.                                   | 450 m.                         | > 300 m.            |
| Équipage | 70                  | 140                      | 135                      | 85                                       | 90                             | 98                  |
| Armement(d) : - Torpilles - Missiles anti-navires - Missiles de croisière | F21 Exocet MdCN     | Mark 48 Harpoon Tomahawk | Mark 48 Harpoon Tomahawk | Type 65 ou 53 RPK 6 ou 7 RK-55 ou Kalibr | Type 65 Kalibr ou Oniks Kh-101 | Spearfish Tomahawk  |
| Nbre armes dont : - Tubes lance-torpilles - Salle des torpilles - Armes à lanct vertical | 14 4 10 0           | 14 4 10 0                | 38 4 22 12               | 40 8 32 0                                | 72 10 30 32                    | 38 6 32 0           |
| Autres caractéristiques |                     |                          |                          |                                          |                                |                     |
| (a) : Situation courant 2020. Inclut des unités désarmées (par exemple pour les classes Rubis ou Akula) (b) : la valeur exacte n'est pas disponible. La vitesse à laquelle la marche du sous-marin est silencieuse (caractéristique essentielle) n'est pas disponible. (c) : la valeur exacte n'est pas disponible. (d) : L'emport de mines ou de drones sous-marins, caractéristique commune à tous les modèles n'est pas précisé. (e) : Les caractéristiques des sonars (portée, ...) le niveau sonore, et d'autres caractéristiques essentielles, ne sont pas disponibles. |                     |                          |                          |                                          |                                |                     |

## Liste des navires
| Numéro de série | Numéro tactique | Nom                | Traduction | Mise en service  |
| --------------- | --------------- | ------------------ | ---------- | ---------------- |
| 501             | K-284           | Акула (Akoula)     | Requin     | 30 décembre 1984 |
| 502             | K-263           | Дельфин (Deljfin)  | Dauphin    | 30 décembre 1987 |
| 513             | K-322           | Кашалот (Kachalot) | Cachalot   | 30 décembre 1988 |
| 514             | K-391           | Кит (Kit)          | Baleine    | 29 décembre 1989 |
| 515             | K-331           | Нарвал (Narval)    | Narval     | 31 décembre 1990 |
| 516             | K-419           | Морж (Morž)        | Morse      | 31 décembre 1992 |
| 517             | K-295           | Дракон (Drakon)    | Dragon     | 17 juillet 1995  |
| 518             | K-152           | Нерпа (Nerpa)      | Phoque     | 2002             |
| 519             | K-?             | n / a              | —          | —                |
| 520             | K-?             | n / a              | —          | —                |
| 521             | K-?             | n / a              | —          | —                |

| Numéro de série | Numéro tactique | Nom               | Traduction          | Mise en service  |
| --------------- | --------------- | ----------------- | ------------------- | ---------------- |
| 821             | K-480           | Ак Барс (Ak Bars) | Panthère des neiges | 29 décembre 1989 |
| 822             | K-317           | Пантера (Pantera) | Panthère            | 27 décembre 1990 |
| 831             | K-461           | Волк (Volk)       | Loup                | 29 décembre 1991 |
| 832             | K-328           | Леопард (Leopard) | Léopard             | 30 décembre 1992 |
| 833             | K-154           | Тигр (Tigr)       | Tigre               | 29 décembre 1993 |
| 834             | K-157           | Вепрь (Veprj)     | Sanglier            | 25 novembre 1995 |
| 835             | K-335           | Гепард (Gepard)   | Guépard             | 04 décembre 2001 |
| 836             | K-337           | Кугуар (Kuguar)   | Couguar             | —                |
| 837             | K-333           | Рысь (Risj)       | Lynx                | —                |

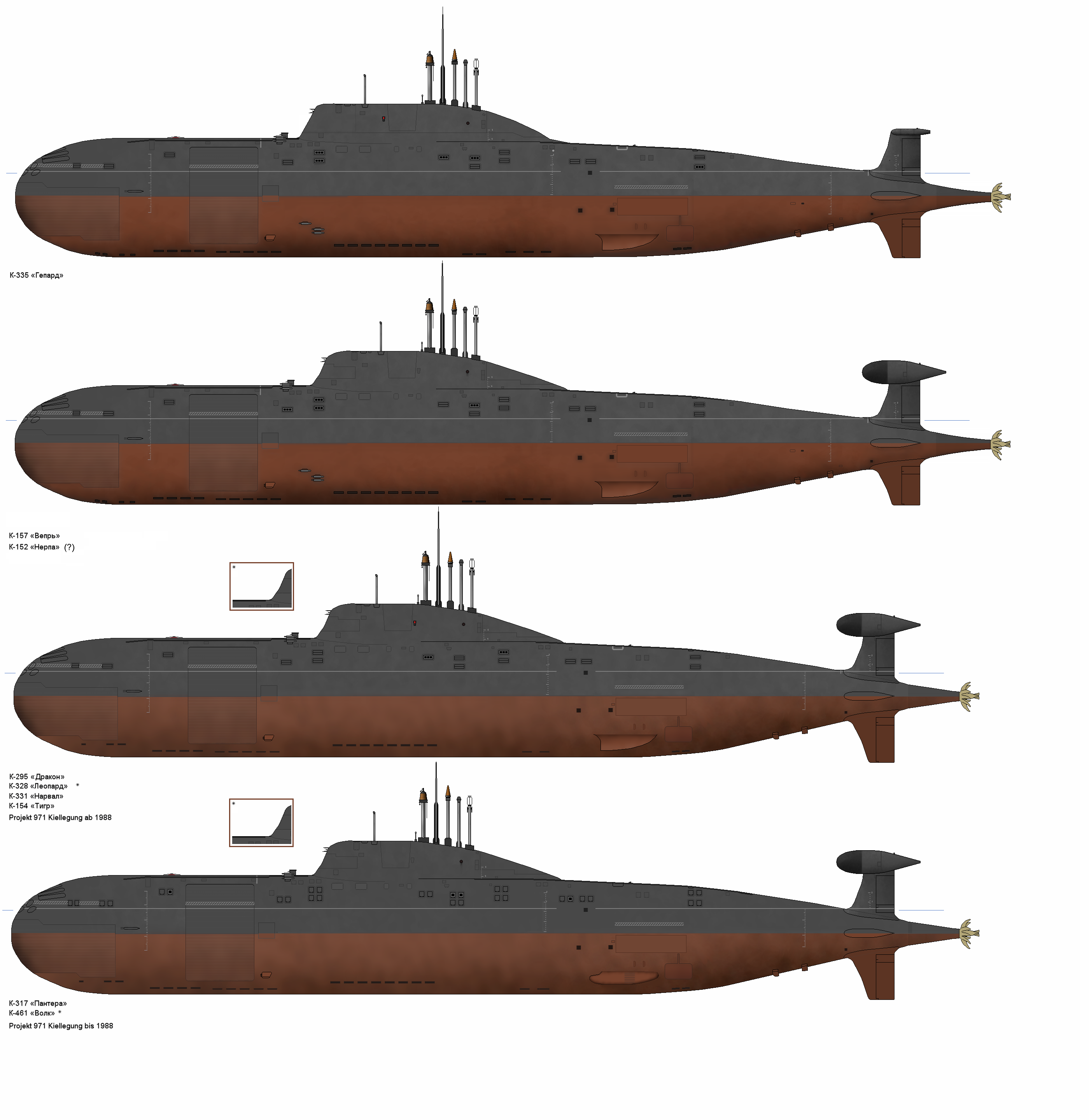
Dessins des 4 versions du projet 971.

Les K-337 et K-333 ne furent jamais achevés, ainsi que les trois derniers exemplaires du chantier naval no 199.
Le K-391 est entré en réparation en 2003, n'a jamais repris le service et a été désarmé en 2022.

## Accidents
Le 8 novembre 2008 à 5 h 30 GMT, un accident à bord du K-152 Nerpa alors en essais en mer du Japon/mer de l'Est avant son prêt à la Marine indienne, provoque la mort de 20 personnes et en blesse 22 autres, qui sont évacuées dans le territoire du Primorié. Le sous-marin a lui-même regagné le 9 novembre 2008 la base de la Flotte du Pacifique, située à Bolchoï Kamen, à 150 km de Vladivostok, accompagné du navire de sauvetage Saïany.
L'activation inopinée du système anti-incendie et la libération, selon certaines sources, de trichlorofluorométhane (fréon 11) toxique est à l'origine de l'accident, le plus important rencontré par la Marine russe depuis le naufrage du K-141 Koursk le 12 août 2000. Selon les autorités russes, le facteur humain est exclu, ce que démentent certains experts et vétérans en arguant que le surnombre à bord du submersible (208 personnes disposant d'un masque à gaz au lieu de 73, dont 127 techniciens ou civils peu aguerris aux procédures d'urgence) pourrait avoir été un élément déterminant dans l'accident.
La commission d'enquête conclut à la responsabilité d'un marin, membre de l'équipage permanent du sous-marin, soupçonné d’avoir mal réglé le capteur de température. Il est inculpé d'homicide involontaire. Cependant, des ingénieurs ayant construit le sous-marin indiquent que le système anti-incendie est trop complexe pour être déclenché par erreur par un membre d’équipage et des matelots mettent en cause l'ordinateur de bord, qui aurait déjà déclenché inopinément en usine le système anti-incendie, comme des masques à gaz défectueux.
Enfin, l’usage de l’anglais dans les logiciels et les instructions affichées du système anti-incendie est évoqué comme facteur de l'accident. Finalement, on apprendra le 25 novembre 2008 des chantiers navals que le panneau de contrôle central du système anti-incendie est « mal fini » et « a déjà connu des problèmes » et que le système « Molibden-I » de contrôle centralisé du bâtiment lui-même « exige de sérieuses améliorations ». Les essais en mer du Nerpa se poursuivront jusqu'en mars 2009 au plus tard avec le même équipage à l'issue de l'enquête et des expertises techniques nécessaires.

## Location à l'Inde
Le 29 décembre 2011, le sous-marin K-152 Nerpa (phoque) est officiellement remis à l'Inde pour une location de 10 ans d'un montant de 920 millions de dollars. Il a été renommé INS Chakra dans la marine indienne.

## Culture populaire
- Dans le film USS Alabama, l'Alabama se retrouve engagé dans un combat contre un sous-marin d'attaque Akula.
- Dans Code SSN (1996) de Tom Clancy le commandant de l'USS Cheyenne, un sous-marin nucléaire de la Classe Los Angeles, affronte des sous-marins chinois et des sous-marins russes vendus aux Chinois, dont un certain nombre de sous-marins de la classe Akula.
- Dans le huitième opus de la saga Fast & Furious, Cipher, l'antagoniste principal du film, prend le contrôle d'un sous-marin Akula pour faire chanter les gouvernements mondiaux[n 1].
- Un sous-marin de classe Akula y joue un rôle important dans le roman Atlantis de David Gibbins.
- Dans Aquaman, un sous-marin Akula est utilisé par Ocean Master pour une opération sous fausse bannière qui vise à déclencher une guerre entre l'Atlantide et la Surface.
- Dans Godzilla (2014), un MUTO se nourrit des ogives nucléaires d’un Akula sur l’île d’Hawaï (bien qu'en réalité l'Akula n'embarque pas d'armes nucléaires).
- Dans The Hunt for Red October un sous-marin de classe Akula est utilisé par les protagonistes.